# Список населённых пунктов Междуреченского района
В Междуреченском районе 157 населённых пунктов в составе 5 сельских поселений, в том числе 142 деревни, 9 сёл, 6 посёлков.
Ниже приведён список всех населённых пунктов с кодами ОКАТО, жирным шрифтом выделены центры сельских поселений.

## сельское поселение Ботановское
- 19 232 832 002 деревня Алексеево
- 19 232 804 004 село Ботаново
- 19 232 804 005 деревня Брунчаково
- 19 232 804 006 деревня Гаврилищево
- 19 232 832 001 деревня Гаврилково
- 19 232 804 007 деревня Гузарево
- 19 232 832 003 деревня Дор
- 19 232 804 008 деревня Дьяконово
- 19 232 832 004 село Егорье
- 19 232 832 005 деревня Екимково
- 19 232 804 009 деревня Ершово
- 19 232 832 006 село Иваньково
- 19 232 804 001 деревня Игумницево
- 19 232 804 010 деревня Карповское
- 19 232 832 007 деревня Ковригино
- 19 232 804 011 деревня Кузьминское
- 19 232 804 012 деревня Лаврентьево
- 19 232 832 008 деревня Лычево
- 19 232 804 013 деревня Марково
- 19 232 832 009 деревня Милославль
- 19 232 832 010 деревня Наместово
- 19 232 804 015 деревня Новоселка
- 19 232 804 016 деревня Огнево
- 19 232 804 017 деревня Одомцыно
- 19 232 804 018 деревня Пазухино
- 19 232 832 011 деревня Пестиково
- 19 232 832 012 деревня Плюснино
- 19 232 804 019 деревня Протасово
- 19 232 804 020 деревня Пустошново
- 19 232 832 013 деревня Ряпалово
- 19 232 832 014 деревня Сальково
- 19 232 804 021 деревня Саранцыно
- 19 232 804 022 деревня Сватилово
- 19 232 804 023 деревня Славянка
- 19 232 804 024 деревня Стромилово
- 19 232 804 025 деревня Ушаково
- 19 232 804 026 деревня Феднево
- 19 232 832 015 деревня Федотеево
- 19 232 832 016 деревня Хожаево
- 19 232 832 017 деревня Шабалин Починок
- 19 232 804 027 деревня Шетенево
- 19 232 804 028 деревня Шингарские Исады
- 19 232 804 029 деревня Шихово
- 19 232 832 018 деревня Юмбалово

## сельское поселение Старосельское
- 19 232 816 002 деревня Артемьево
- 19 232 816 003 деревня Букино
- 19 232 820 002 деревня Высоково
- 19 232 816 005 деревня Грехневка
- 19 232 816 006 деревня Заречье
- 19 232 816 007 деревня Засухино
- 19 232 820 003 деревня Змейцыно
- 19 232 820 005 деревня Карпово
- 19 232 816 008 деревня Косово
- 19 232 816 009 деревня Лысково
- 19 232 820 006 деревня Матюшкино
- 19 232 816 010 деревня Михалково
- 19 232 820 007 деревня Мытница
- 19 232 816 011 деревня Новая
- 19 232 820 008 село Новое
- 19 232 816 012 деревня Ноземские Исады
- 19 232 816 013 деревня Оброшино
- 19 232 820 009 деревня Олехово
- 19 232 816 014 деревня Острецово
- 19 232 820 010 деревня Пеньево
- 19 232 820 011 деревня Подгорново
- 19 232 816 015 деревня Подлесное
- 19 232 816 016 деревня Поплевино
- 19 232 820 012 деревня Починок
- 19 232 820 004 деревня Пристань Исады
- 19 232 820 013 село Святогорье
- 19 232 816 017 деревня Семенково
- 19 232 816 018 деревня Совка
- 19 232 816 001 село Спас-Ямщики
- 19 232 820 001 село Старое
- 19 232 816 019 деревня Фролово
- 19 232 820 014 деревня Щелково
- 19 232 820 015 деревня Яскино

## сельское поселение Сухонское
- 19 232 808 002 деревня Аксентово
- 19 232 824 040 деревня Александровка
- 19 232 824 003 деревня Афанасово
- 19 232 808 005 деревня Большое Макарово
- 19 232 808 006 деревня Борщевка
- 19 232 824 004 деревня Бутово
- 19 232 824 005 деревня Васькино
- 19 232 824 006 деревня Вахрушево
- деревня Верхний Починок
- 19 232 824 007 деревня Воинское
- 19 232 824 008 деревня Волташ
- 19 232 808 008 деревня Воробейцево
- 19 232 808 001 деревня Врагово
- 19 232 824 009 деревня Дачное
- 19 232 824 010 посёлок Двиница
- 19 232 824 011 деревня Доровское
- 19 232 824 012 деревня Жидовиново
- 19 232 824 014 посёлок Знаменское
- 19 232 824 015 деревня Ишково
- 19 232 824 016 деревня Кадасово
- 19 232 808 010 деревня Калитино
- 19 232 808 012 деревня Козланга
- 19 232 824 017 деревня Копылово
- 19 232 824 018 деревня Космово
- 19 232 808 013 деревня Крапивино
- 19 232 824 019 деревня Красотинка
- 19 232 824 020 деревня Лопотово
- 19 232 824 041 деревня Малая Сторона
- 19 232 808 014 деревня Малое Макарово
- 19 232 808 015 деревня Матвейцево
- 19 232 808 016 деревня Михалево
- 19 232 824 022 деревня Мотыри
- 19 232 824 023 деревня Паньково
- 19 232 824 024 деревня Парфенка
- 19 232 824 025 деревня Петрищево
- 19 232 808 018 деревня Пешково
- 19 232 824 026 посёлок Пионерский
- 19 232 808 019 деревня Племянниково
- 19 232 824 028 деревня Подберезново
- 19 232 808 020 деревня Подкурново
- 19 232 824 029 деревня Поповское
- 19 232 808 021 деревня Попцово
- 19 232 824 030 деревня Починок
- 19 232 824 031 деревня Раздольная
- 19 232 808 022 деревня Ропотово
- 19 232 808 023 деревня Сбродово
- 19 232 824 032 деревня Семеновское
- 19 232 808 024 деревня Середнево
- 19 232 824 034 посёлок Сухонский
- 19 232 824 036 деревня Чертовское
- 19 232 824 037 деревня Шихмино
- 19 232 824 038 посёлок Шиченга
- 19 232 824 039 деревня Шонорово
- 19 232 824 001 село Шуйское
- 19 232 808 029 деревня Щипино

## сельское поселение Туровецкое
- 19 232 828 003 деревня Воробьево
- 19 232 828 004 деревня Голуби
- 19 232 828 005 деревня Дороватка
- 19 232 828 002 деревня Кожухово
- 19 232 828 006 деревня Нижний Починок
- 19 232 828 007 деревня Подболотная
- 19 232 828 008 деревня Селища
- 19 232 828 009 деревня Слободка
- 19 232 828 001 посёлок Туровец
- 19 232 828 010 деревня Уваровица

## сельское поселение Шейбухтовское
- 19 232 836 002 деревня Акуловское
- 19 232 836 003 деревня Антропьево
- 19 232 836 004 деревня Иванищево
- 19 232 836 005 деревня Коцыно
- 19 232 836 006 деревня Макарово
- 19 232 836 007 деревня Марковское
- 19 232 836 008 деревня Мотовилово
- 19 232 836 009 деревня Никольское
- 19 232 836 012 деревня Сахарово
- 19 232 836 013 деревня Становое
- 19 232 836 014 деревня Степановское
- 19 232 836 015 деревня Тупицыно
- 19 232 836 016 деревня Турыбанино
- 19 232 836 001 село Шейбухта
- 19 232 836 019 деревня Юсово